# آد دکرس
آد دکرس (هلندی: Ad Dekkers؛ زادهٔ ۱ نوامبر ۱۹۵۳) دوچرخه‌سوار اهل هلند است.